# Palmeiral (Botelhos)
Palmeiral é um distrito do município de Botelhos foi fundado em 1899, após a doação de um terreno de uma moradora local para construção de uma capela a Santa Rita sua santa de devoção. Ao redor formou-se um povoado que recebeu o nome de Santa Rita das Palmeiras.
Em 1924 o povoado foi elevado a distrito do município de Botelhos e teve o nome alterado para Palmeiral.

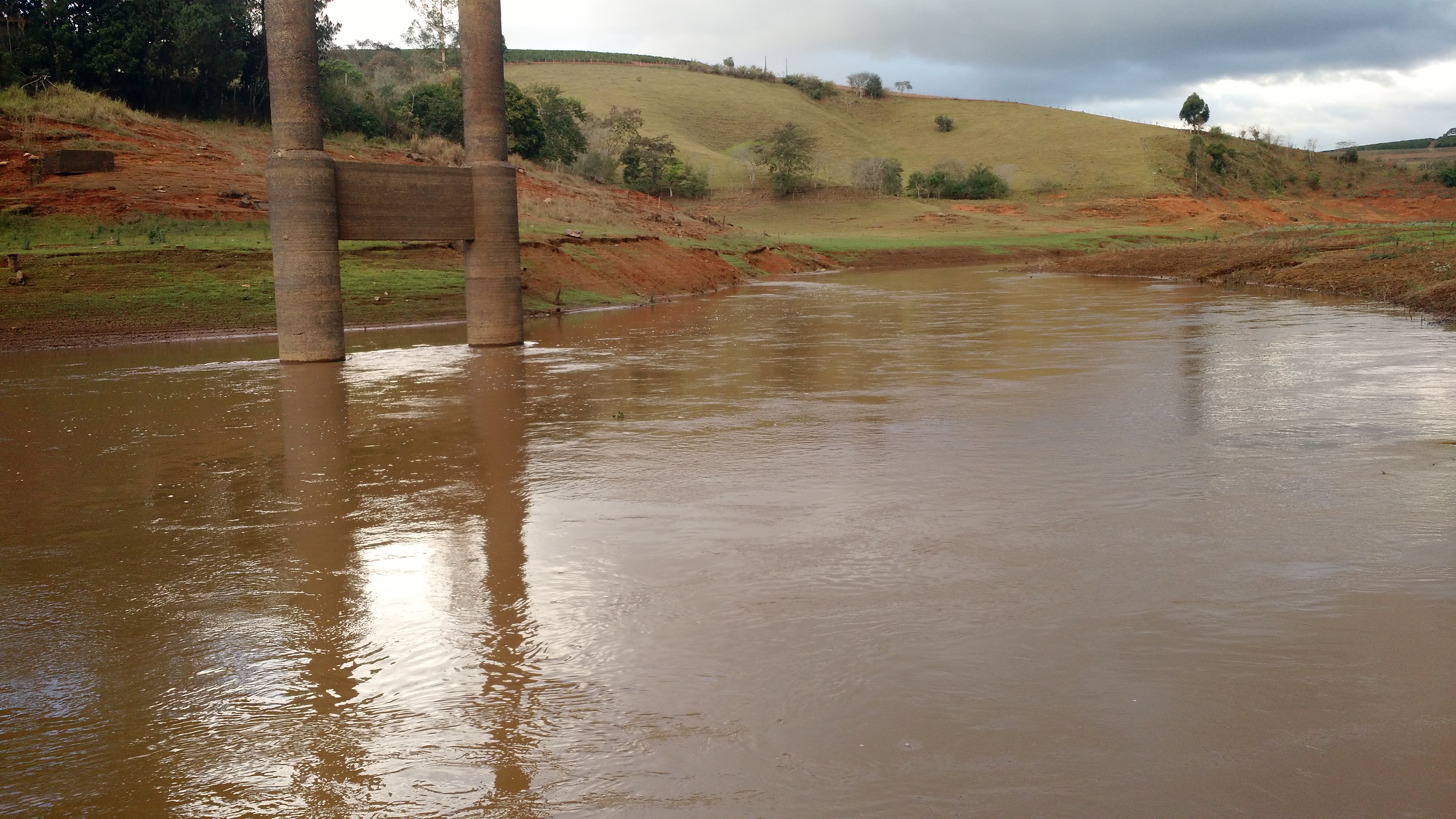
Represa da Graminha próximo ao distrito de Palmeiral.

Para a construção da usina hidrelétrica Caconde o distrito teve que ser reconstruído em uma área mais alta.
Está situado a 15 km da sede do município de Botelhos